# Koronowo (Grande-Pologne)
Pour les articles homonymes, voir Koronowo (homonymie).
Koronowo (prononciation : [kɔrɔˈnɔvɔ]) est un village polonais de la gmina de Lipno dans le powiat de Leszno de la voïvodie de Grande-Pologne dans le centre-ouest de la Pologne.
Il se situe à environ 3 kilomètres à l'est de Lipno (siège de la gmina), à 9 kilomètres au nord de Leszno (siège du powiat) et à 55 kilomètres au sud de Poznań (capitale régionale).

## Histoire
De 1975 à 1998, le village faisait partie du territoire de la voïvodie de Leszno.

Depuis 1999, Koronowo est situé dans la voïvodie de Grande-Pologne.